# Live at Last
A Live at Last a Black Sabbath 1980-ban megjelent koncertlemeze. A felvételek 1973-ban kerültek rögzítésre a klasszikus Iommi, Ozzy, Geezer, Ward felállással. A lemez érdekessége, hogy megtalálható rajta a Killing Yourself to Live is, mely csak decemberben vált hozzáférhetővé a Sabbath Bloody Sabbath lemezen. A felvétel a Rainbow Theaterben készült, Londonban.

## Számlista
1. "Tomorrow's Dream"  – 3:04
2. "Sweet Leaf"  – 5:27
3. "Killing Yourself to Live"  – 5:29
4. "Cornucopia"  – 3:57
5. "Snowblind"  – 4:47
6. "Embryo/Children of the Grave"  – 4:32
7. "War Pigs"  – 7:38
8. "Wicked World"  – 18:59 (a jammelés során megidézésre kerül a Changes, a  Wicked World, az Into the Void, és a Supernaut is. )
9. "Paranoid"  – 3:10

## Közreműködők
- Ozzy Osbourne – ének
- Tony Iommi – gitár
- Geezer Butler – basszusgitár
- Bill Ward – dob